# Liste der Bürgermeister von Zürich
Dies ist eine Liste der beiden Bürgermeister von Zürich von 1803 bis 1850. Der Titel eines Bürgermeisters wurde ab 1803 für die Vorsteher der Regierung des Kantons Zürich verwendet. Das Amt wurde von zwei Mitgliedern des Kleinen Rats respektive (ab 1831) Regierungsrates bekleidet, die sich als Amtsbürgermeister im Jahresturnus abwechselten. Der Amtsbürgermeister in den Jahren, in denen Zürich Vorort war, wurde Landammann der Schweiz und präsidierte als solcher die Tagsatzung. Die städtische Exekutive verwendete die Bezeichnung Stadtpräsident.
| Zeitraum ab       | Bürgermeister            | Bürgermeister           | Amtsbürgermeister |
| ----------------- | ------------------------ | ----------------------- | --- |
| 21. April 1803    | Johann Konrad von Escher | Hans von Reinhard       | - 1803: Hans von Reinhard - 1804 - 1805: Hans von Reinhard - 1806 - 1807: Hans von Reinhard - 1808 - 1809 - 1810 - 1811 - 1812 - 1813: Hans von Reinhard - 1814: Johann Konrad von Escher                                                                                          |
| 24. Juni 1814     | Hans Konrad von Escher   | Hans von Reinhard       | - 1814: Hans von Reinhard |
| 16. Dezember 1814 | David von Wyss           | Hans von Reinhard       | - 1815: David von Wyss - 1816: Hans von Reinhard - 1817: David von Wyss - 1818: Hans von Reinhard - 1819 - 1820 - 1821: David von Wyss - 1822: Hans von Reinhard - 1823 - 1824 - 1825 - 1826 - 1827: David von Wyss - 1828: Hans von Reinhard - 1829 - 1830 - 1831: David von Wyss |
| 25. März 1831     | David von Wyss           | Paul Usteri             | |
| 13. April 1831    | David von Wyss           | Hans Konrad von Muralt  | - 1831: Hans Konrad von Muralt |
| 20. März 1832     | Conrad Melchior Hirzel   | Johann Jakob Hess       | - 1832: Conrad Melchior Hirzel - 1833: Johann Jakob Hess - 1834: Conrad Melchior Hirzel - 1835: Johann Jakob Hess - 1836 - 1837 - 1838 |
| 1839              | Hans Konrad von Muralt   | Johann Jakob Hess       | - 1839: Johann Jakob Hess |
| 1840              | Hans Konrad von Muralt   | Johann Heinrich Mousson | - 1840: Hans Konrad von Muralt - 1841 - 1842 - 1843 |
| 1844              | Hans Ulrich Zehnder      | Johann Heinrich Mousson | - 1844: - 1845: Johann Heinrich Mousson |
| 1845              | Hans Ulrich Zehnder      | Jonas Furrer            | - 1845: Jonas Furrer - 1846: Hans Ulrich Zehnder - 1847: Jonas Furrer |
| 1848              | Hans Ulrich Zehnder      | Alfred Escher           | - 1848: Hans Ulrich Zehnder - 1849: Alfred Escher - 1850: Hans Ulrich Zehnder |

1850 ging die Regierung im Kanton Zürich vom Kollegial zum Departementalsystem über, und die Würde eines Bürgermeisters wurde zugunsten eines jährlich wechselnden Präsidiums des Regierungsrates abgeschafft.

## Galerie

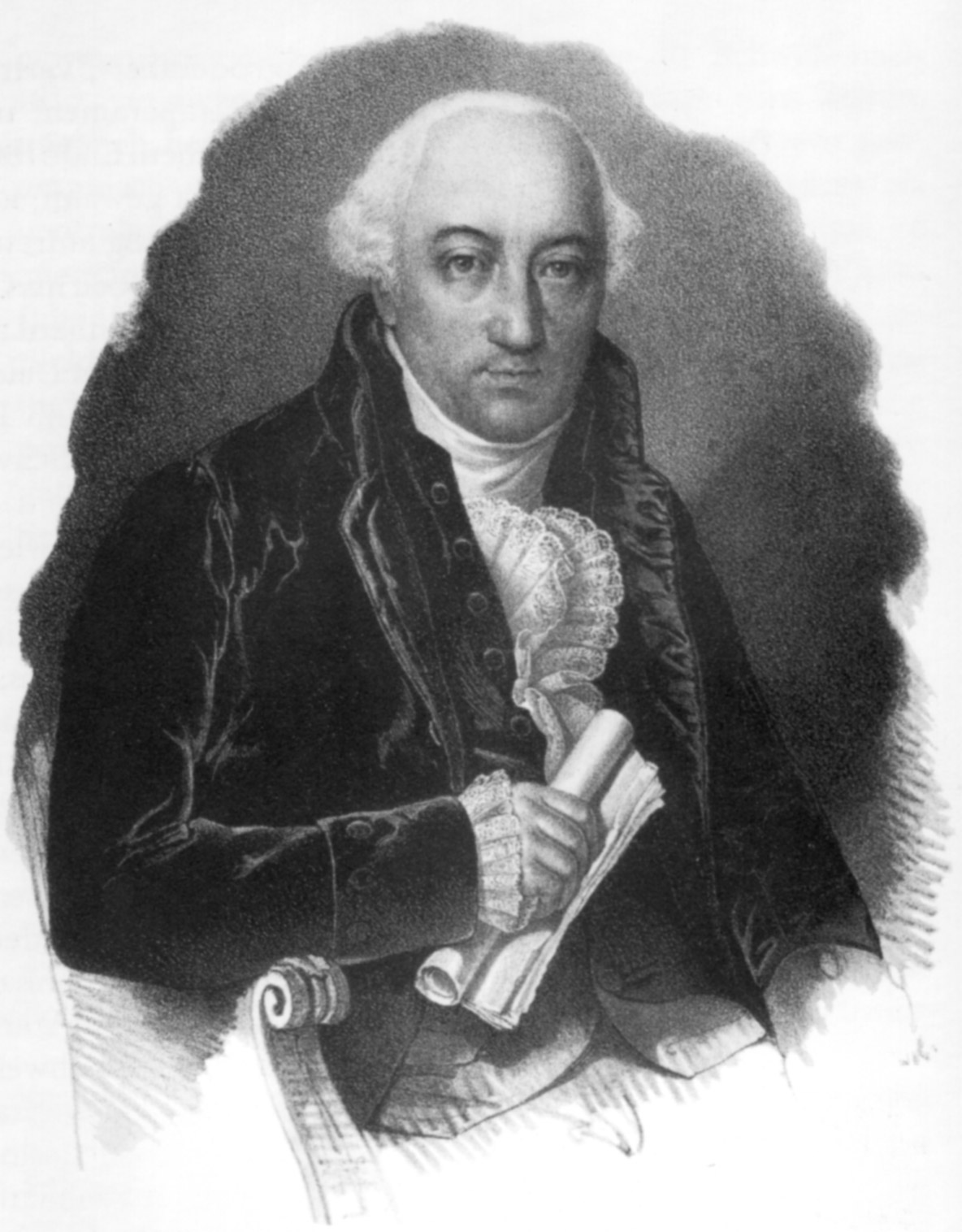
Hans von Reinhard, Bürgermeister 1803–1830
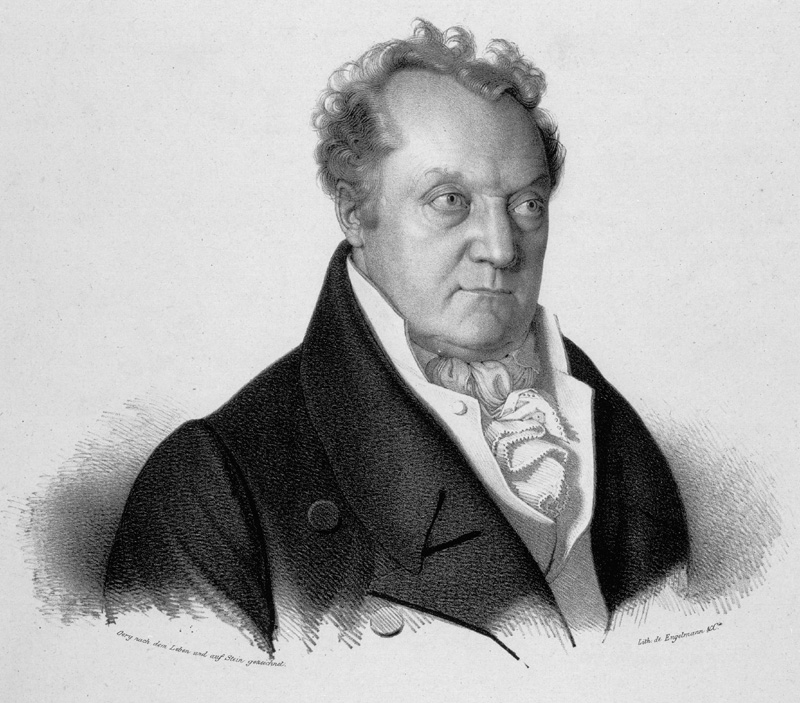
Paul Usteri, gewählt 1831
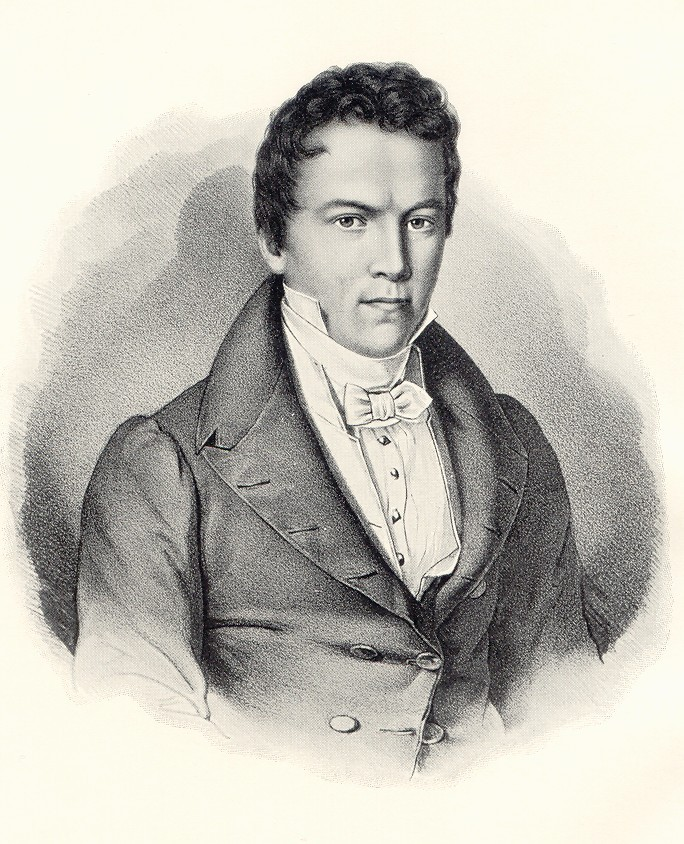
Melchior Hirzel, Bürgermeister 1832–1839
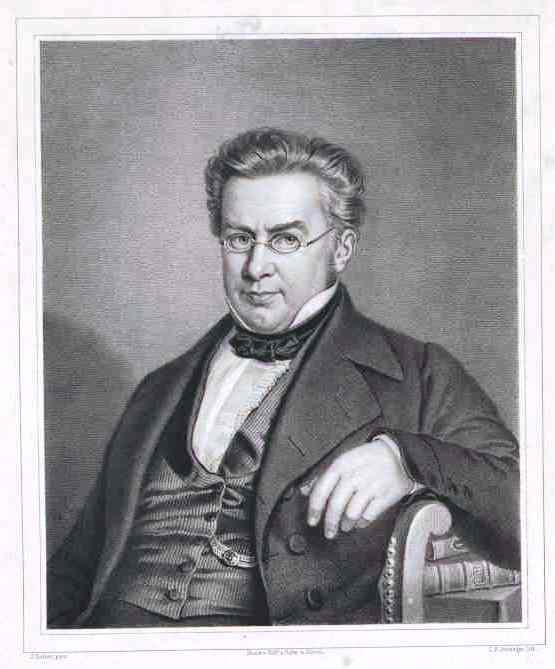
Johann Jakob Hess, Bürgermeister 1832–1840
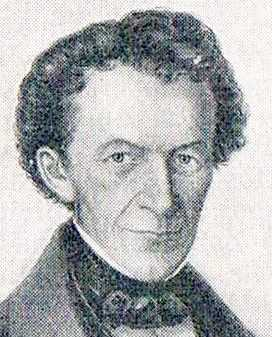
Hans Ulrich Zehnder, Bürgermeister 1844–1850
Jonas Furrer, Bürgermeister 1845–1848
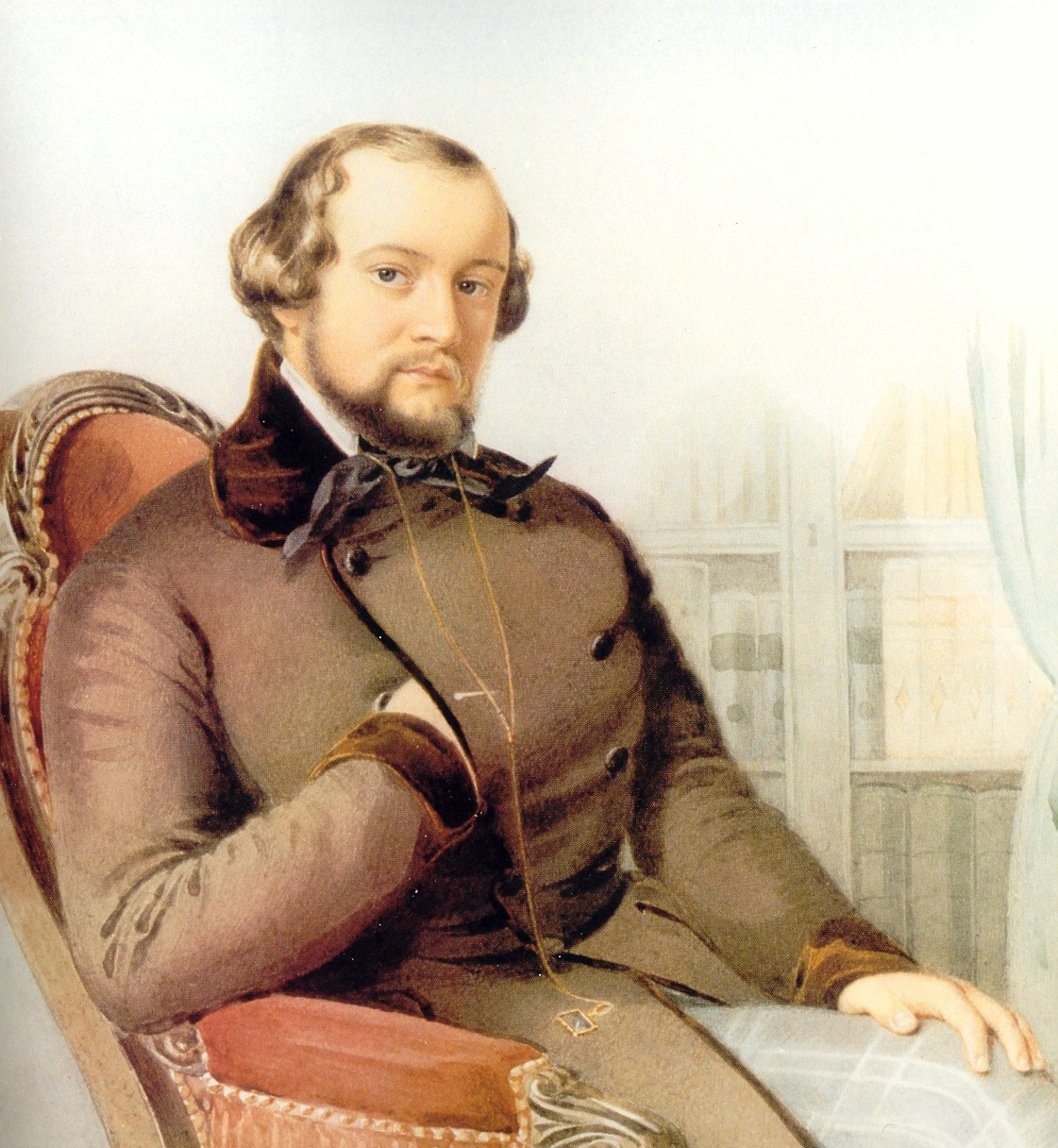
Alfred Escher, Bürgermeister 1848–1850